# Pseudodiscula endogenospora
Pseudodiscula endogenospora är en svampart som beskrevs av Laubert 1911. Pseudodiscula endogenospora ingår i släktet Pseudodiscula, divisionen sporsäcksvampar och riket svampar.   Inga underarter finns listade i Catalogue of Life.